# Resolute desk
De Resolute desk of Hayes desk, is een bureau in het Witte Huis dat dateert uit de negentiende eeuw. Het werd door verschillende presidenten van de Verenigde Staten gebruikt. Dit bureau behoort tot een selecte groep van zes bureaus die een plaats hebben gehad in het Oval Office. Koningin Victoria schonk het bureau in 1880 aan president Rutherford Hayes, waarna het op 23 november van dat jaar een plaats kreeg in het Witte Huis. Van 1880 tot 1948 bevond het bureau zich in verschillende kamers op de tweede verdieping van het Witte Huis. Na afloop van een grote renovatie van het gebouw, werd het bureau in 1952 verplaatst naar de Broadcast Room.
In 1961 was John F. Kennedy de eerste president die het bureau in het Oval Office gebruikte als zijn werkplek. Na zijn plotselinge dood is het bureau tentoongesteld op verschillende locaties buiten het Witte Huis. De Resolute desk werd in 1977 tijdens de regering van Jimmy Carter teruggehaald naar het Oval Office en werd sindsdien daar gebruikt door bijna elke president die na hem kwam.
Het bureau is gemaakt van eikenhout afkomstig van het Britse expeditieschip de HMS Resolute, dat in 1850 in de Noordelijke IJszee voer. Het bureau is 83 cm hoog, 180 cm breed en 120 cm diep en weegt 590 kilogram. Het werd waarschijnlijk ontworpen door Morant, Boyd, & Blanford en werd in 1880 vervaardigd en in elkaar gezet door meubelmaker William Evenden in de Chatham Dockyard in Kent (Engeland).
Het bureau is twee keer aangepast: in opdracht van Franklin Roosevelt werd er een deurpaneel toegevoegd, dit paneel bevat een snijwerk met de zegel van de President van de Verenigde Staten erop. Deze aanpassing werd gedaan om zowel de beenbeugel van Roosevelt als een kluis te verbergen. Deze wijziging werd echter pas uitgevoerd na de dood van Roosevelt in 1945. In 1961 werd een sokkel onder aan het bureau toegevoegd, deze aanpassing werd later in 1986 vervangen. Ook zijn er veel replica's gemaakt van de Resolute desk.

## Geschiedenis

### Plaquette
Een plaquette aan het bureau legt de geschiedenis en de betekenis achter de Resolute desk uit. Het is gemaakt van koper en gemonteerd aan de middelste lade aan de voorkant. De plaquette zat oorspronkelijk aan de achterkant van het bureau, maar sinds het presidentschap van Ronald Reagan is hij aan de voorkant bevestigd.

H.M.S. 'Resolute', forming part of the expedition sent in search of Sir John Franklin in 1852, was abandoned in Latitude 74º 41' N. Longitude 101º 22' W. on 15th May 1854. She was discovered and extricated in September 1855, in Latitude 67º N. by Captain Buddington of the United States Whaler 'George Henry'. The ship was purchased, fitted out and sent to England, as a gift to Her Majesty Queen Victoria by the President and People of the United States, as a token of goodwill & friendship. This table was made from her timbers when she was broken up, and is presented by the Queen of Great Britain & Ireland, to the President of the United States, as a memorial of the courtesy and loving kindness which dictated the offer of the gift of the 'Resolute'.

Vertaald in het Nederlands

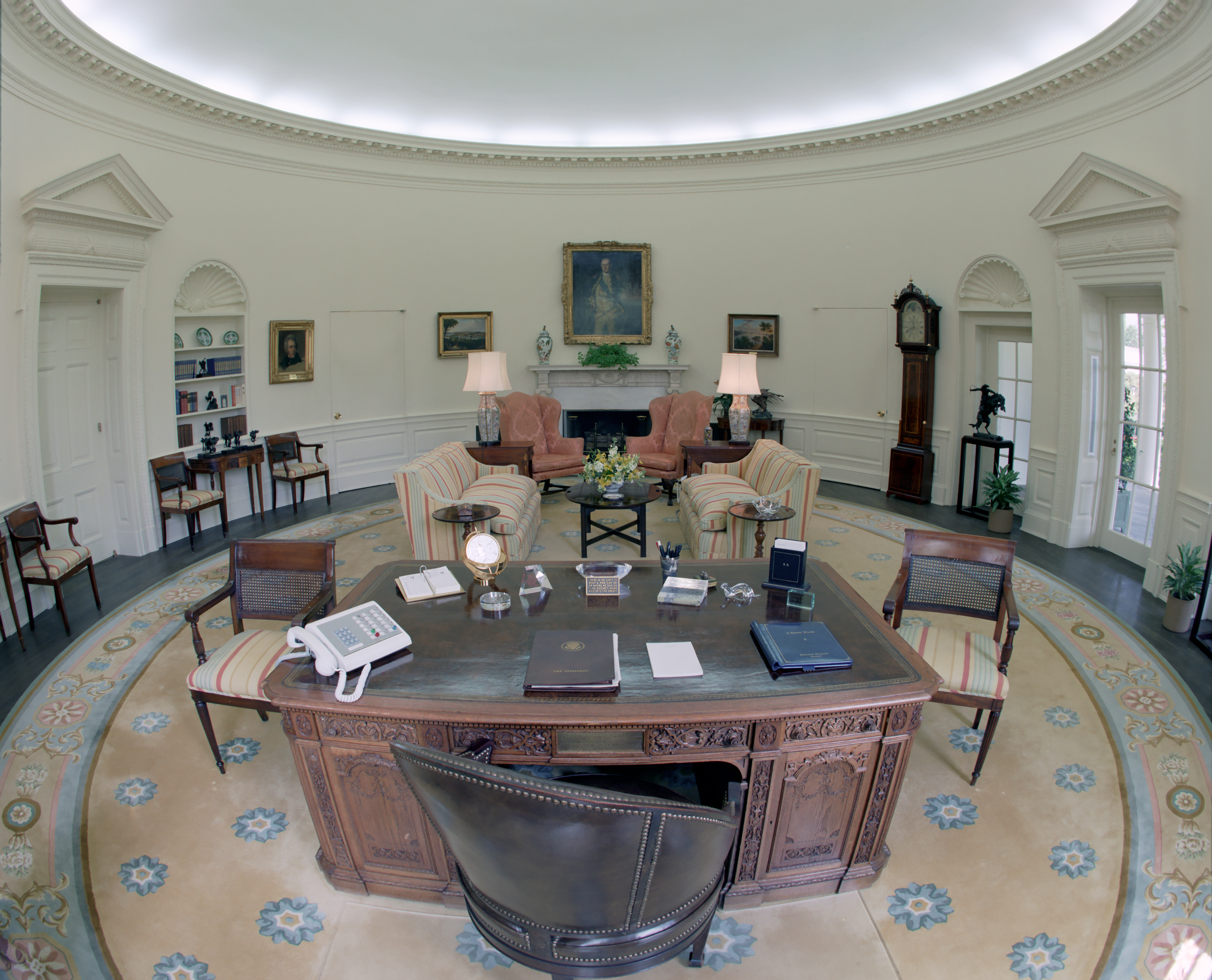
Het Oval office, met de voorkant van de Resolute desk goed in beeld. De koperen plaquette is zichtbaar in het midden voorin het bureau

HMS 'Resolute', die deel uitmaakte van de expeditie welke in 1852 op zoek was naar Sir John Franklin, werd op 15 mei 1854 achtergelaten in breedtegraad 74º 41' NB, lengtegraad 101º 22' WL. Ze werd ontdekt en geborgen in september 1855, op 67º noorderbreedte door kapitein Buddington van de walvisjager 'George Henry' uit de Verenigde Staten. Het schip werd gekocht, uitgerust en naar Engeland gestuurd als geschenk aan Hare Majesteit Koningin Victoria door de president en het volk van de Verenigde Staten, als teken van goede wil en vriendschap. Deze tafel werd gemaakt van het hout van het schip toen het werd gesloopt en wordt aangeboden door de koningin van Groot-Brittannië en Ierland aan de president van de Verenigde Staten als een gedenkteken van de hoffelijkheid en liefdevolle vriendelijkheid die de aanleiding vormden voor het aanbieden van de gift van de 'Resolute'.

### Het schip HMSResolute
In mei 1845 organiseerde de Britse ontdekkingsreiziger John Franklin een expeditie met als doel een doorgang te vinden door de Noordwestelijke Doorvaart in het uiterste noorden van Canada, het toenmalig Brits Noord-Amerika. Hij leidde de expeditie aan boord van twee schepen van de Royal Navy: de HMS Erebus en de HMS Terror. Het doel van de expeditie was om een noordelijke zeeroute te vinden die Europa met Azië zou verbinden, wat destijds een belangrijke maritieme doelstelling was.
Helaas kwamen beide schepen en hun 129 bemanningsleden in de problemen en verdwenen ze spoorloos. De expeditie werd als vermist beschouwd, en tal van zoektochten werden er vanaf 1848 gelanceerd om te proberen de verdwijning op te helderen, ook onder druk van Franklins vrouw Lady Jane.
Omdat er in 1850 geruchten in de Britse pers verschenen over mogelijke kannibalisme onder bemanningsleden en het weekblad de Household Words van Charles Dickens dat bagatelliseerde, vertrok in 1852 vanuit Groot-Brittannië onder het bevel van admiraal Edward Belcher een reddingsmissie van vijf zeilschepen:

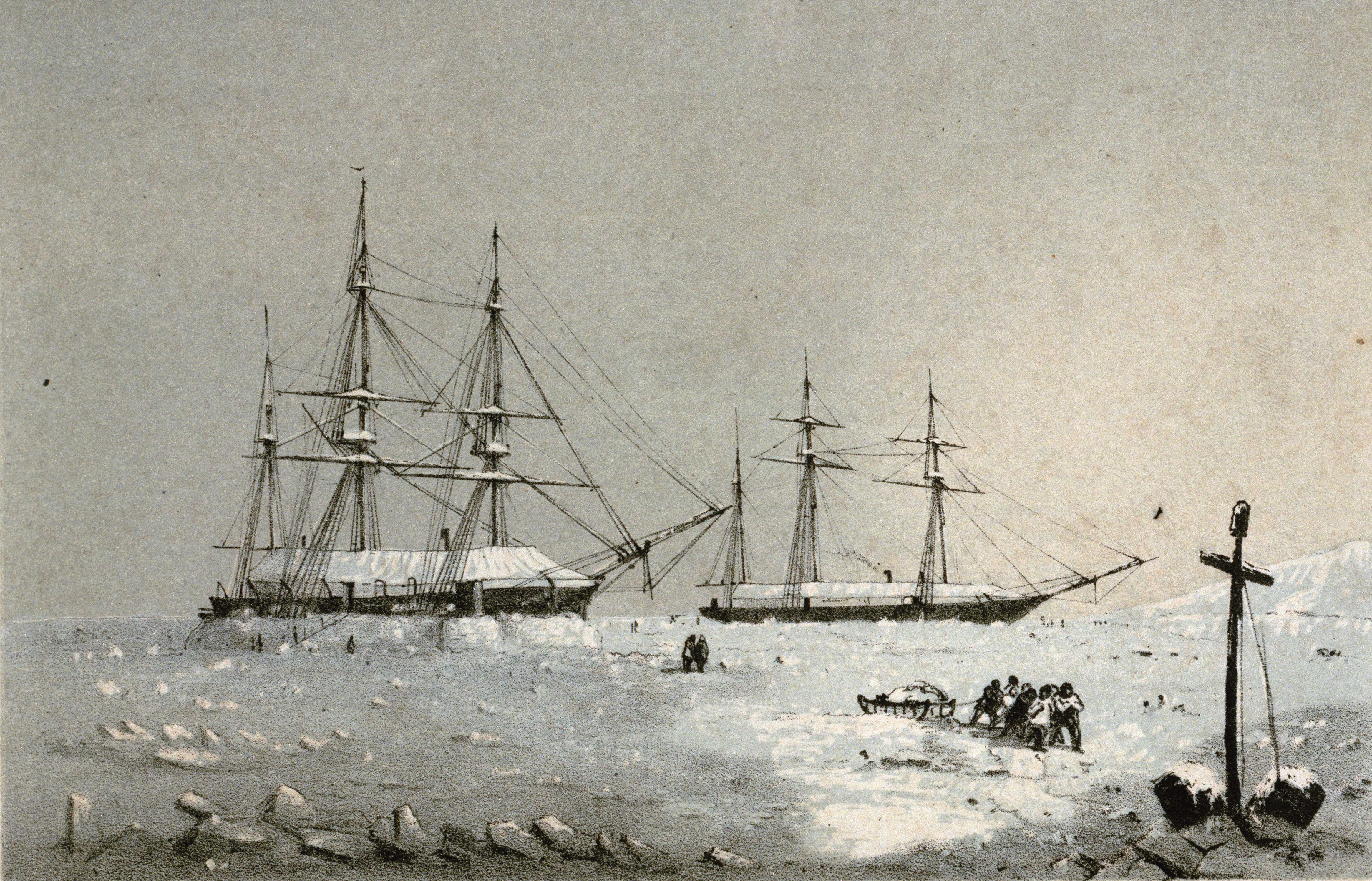
Een prenttekening van George Frederick McDougall, waarop de Resolute en Intrepid te zien waren tijdens hun winterverblijf van 1852-1853 op Melville-eiland

HMS Resolute (1850), HMS Intrepid (1850), HMS Pioneer (1850), HMS Assistance (1850) en HMS North Star (1824.
De North Star bleef op een bevoorradingsbasis op Beechey Island (onderdeel van de Canadese Arctische Eilandengroep), terwijl de andere vier schepen zich opsplitsten om naar Franklin te zoeken, Kapitein Henry Kellett voerde het commando over de HMS Resolute, een schip dat speciaal was gebouwd voor de arctische omstandigheden. De Resolute raakte in 1854 vast in het ijs en werd zonder bemanning achtergelaten in Tariyunnuaq (toen bekend als Melville Sound). De andere schepen, kwamen ook vast te zitten in het ijs tijdens hun zoektocht naar Franklin. De bemanning van de schepen liep over het ijs naar de North Star bij Beechey Island en zeilde later erop terug naar Engeland met twee andere schepen. Belcher werd voor de krijgsraad gebracht wegens het verlies van zijn schepen en het in gevaar brengen van de bemanning. Dit leidde ertoe dat hij nooit meer het commando kreeg over een marinevloot.
Uiteindelijk brak de Resolute los van het ijs in de lente van 1855 en dreef het ongeveer 1000 zeemijl weg voordat het werd gevonden door walvisvaarders onder leiding van kapitein James Buddington. Dit gebeurde in de Straat Davis, voor de kust van Baffineiland, dat destijds deel uitmaakte van Brits Noord-Amerika en nu tot Canada behoort. Toen de walvisvaarders probeerden contact te maken met het schip en niemand vonden, gingen vier matrozen aan boord van het schip. Ze ontdekten dat het schip slagzij maakte naar bakboord, bovendien troffen ze alleen de scheepslading aan. Het schip maakte slagzij naar bakboord doordat er water in het schip gekomen was en het miste een maststeng. Het kostte enkele weken om het water weg te pompen en het schip weer recht te brengen. Daarna werd het schip geclaimd voor berging. De HMS Resolute werd uiteindelijk naar New London, Connecticut, gebracht, waar het op kerstavond van 1855 aankwam.

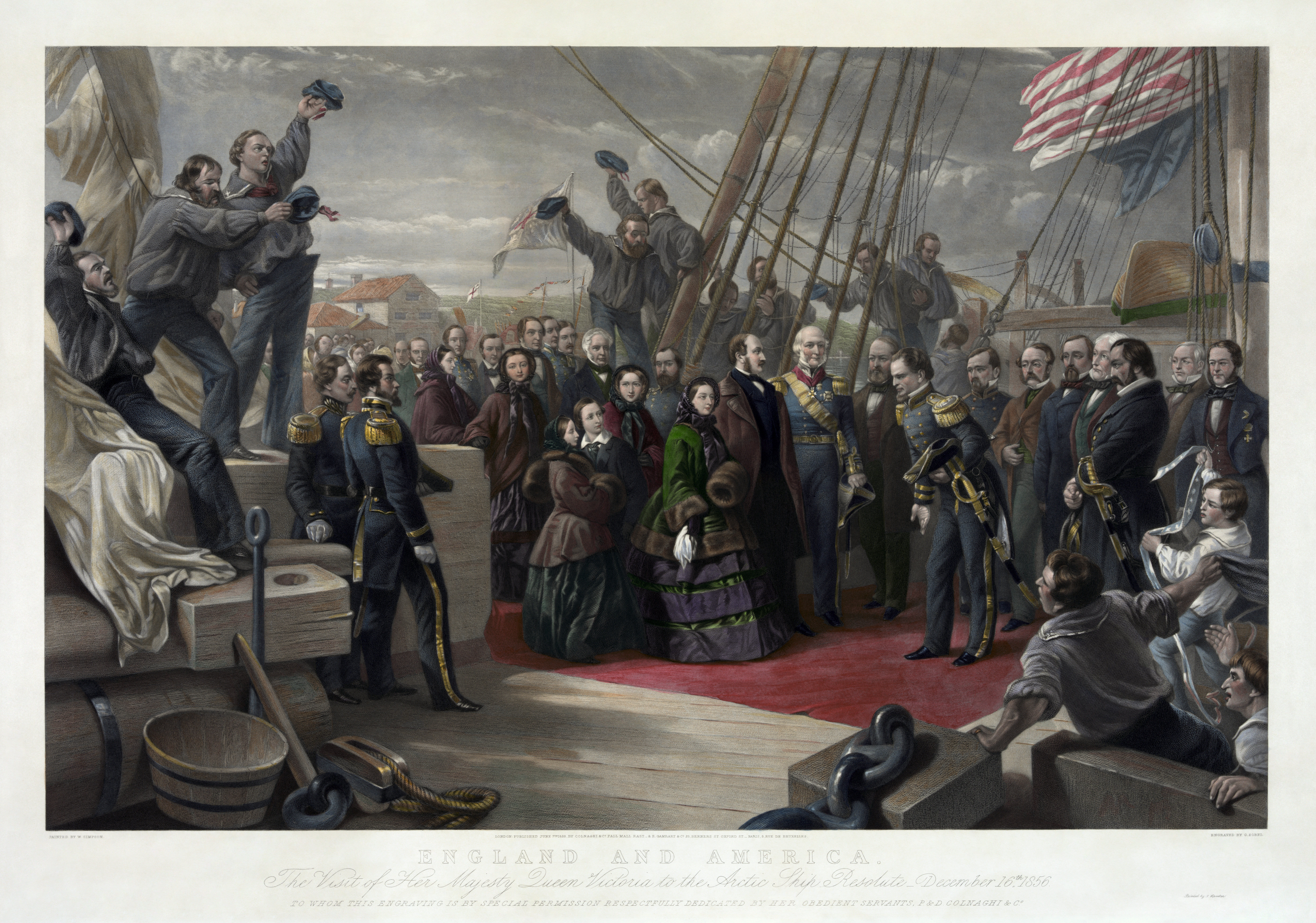
Een gravure door William Simpson van koningin Victoria die de Resolute bezoekt op 16 december 1856

In deze periode waren er grote spanningen tussen het Verenigd Koninkrijk (VK) en de Verenigde Staten (VS). Toenmalig president Franklin Pierce was bereid om voor de derde keer oorlog te voeren met het VK. In 1855, tijdens zijn derde State of the Union besprak Pierce de geschillen die ontstaan waren met het VK.
De spanningen tussen beiden hadden betrekking op verschillende kwesties, zoals visrechten, grensgeschillen met betrekking tot het Brits-Columbia- en Washingtonterritorium, en Britse aanspraken in Zuid-Amerika. Bovendien beweerden de VS dat het Clayton-Bulwer-verdrag, werd geschonden door het VK. In dit kader kwam Henry Grinnell, een rijke Amerikaan die eerder een mislukte expeditie had gefinancierd om de verloren schepen van de Britse ontdekkingsreiziger John Franklin terug te vinden, met een voorstel om de betrekkingen tussen de twee landen te verbeteren. Hij stelde voor om het schip de Resolute op te knappen en terug te sturen naar Engeland als teken van goede wil. Daarom werd er op 24 juni 1856 een wetsvoorstel ingediend bij het Amerikaanse Congres om de aankoop en restauratie van de Resolute mogelijk te maken. De Amerikaanse regering kocht het schip van kapitein, James Buddington, voor $40.000 en was van plan om het als een geschenk aan koningin Victoria van het VK terug te geven.
Op 12 september 1856 werd de Resolute naar de havens van New York gesleept, gerestaureerd en vervolgens teruggestuurd naar Engeland. Op 12 december 1856 meerde de Resolute aan in Portsmouth en later werd het schip overgebracht naar de haven van Cowes op het eiland Wight. Koningin Victoria en Prins Albert gingen aan boord van de Resolute om het officieel in ontvangst te nemen, als een teken van waardering voor de Amerikaanse actie. Na zijn terugkeer naar Groot-Brittannië diende de Resolute nog vierentwintig jaar in de Royal Navy voordat het in 1879 werd gesloopt in Chatham Dockyard.

### Het ontwerp en opbouw van deResolute desk
Toen het schip de Resolute in 1879 werd gesloopt, organiseerde de Britse admiraliteit op dat moment een ontwerpwedstrijd om meubels te maken van het hout van het schip. Verschillende meubelmakers maakten ontwerptekeningen, waaronder Morant, Boyd, & Blanford en Jackson & Graham. Morant, Boyd, & Blanford stuurden tegen het einde van dat jaar meerdere concepttekeningen in voor verschillende soorten meubelstukken die gemaakt konden worden. Een van die ontwerpen werd omschreven als een "boekenkast en schoorsteenmantel in één." Het ontwerp van de bibliotheektafel was bijzonder omdat het portretten van koningin Victoria en president Rutherford Hayes bevatte, samen met zijpanelen die scènes van de Noordpool en de Britse en Amerikaanse vlaggen toonden. Op 11 december 1880 werd dit ontwerp in Frank Leslie's Illustrated Newspaper gepresenteerd als het geschenk aan de president. Later bleek echter dat dit bericht onjuist was.
Het bureau is uitgevoerd als een partnersbureau (of partners desk) een grote sokkelbureau, speciaal ontworpen zodat twee personen samen tegenover elkaar kunnen werken. In de negentiende eeuw waren dat soort bureaus veel gebruikt in de financiële sector van Groot-Brittannië.
De Resolute desk is 83 cm hoog, 180 cm breed en 120 cm diep, het weegt 590 kilogram. Het bureau werd in 1880 gemaakt door William Evenden, een meubelmaker op Chatham Dockyard in Kent, Engeland. Het bureau is versierd met houtsnijwerk dat bestaat uit een lijstwerk met bloempatronen, ook wel bekend als een florale swag. Het bureau heeft 6 lades achter 2 kastdeuren aan weerszijden van de bureaublokken, direct onder het bureaublad zijn nog eens drie kleine lades naast elkaar te vinden, verder is het bureaublad bekleed met rood leer. Aan de onderkant van alle buitenste ladefronten staat het volgende gestempeld:

MORANT BOYD & BLANFORD / 91 NEW BOND STREET en de slotplaten: BY ROYAL / LETTERS PATENT / FOUR LEVERS / SAFETY LOCK / COMYN CHINC & Co.

Volgens het boek The White House 1ts historic furnishings and first families heeft Morant, Boyd, & Blanford waarschijnlijk het bureau ontworpen.
Tegelijk werd er ook een ander kleiner bureau gemaakt door William Evenden van het hout van het schip. De Grinnell desk of Queen Victoria Desk. Dit bureau was gemaakt om aan de weduwe van Henry Grinnell te schenken, als waardering voor de bijdrage die haar man aan de zoektocht naar John Franklin leverde. De kosten van beide meubels samen bedroegen 380 pond.
Koningin Victoria gaf namelijk opdracht om drie bureaus te maken van het hout van het schip de Resolute. Een was het bureau dat aan de president van de Verenigde Staten werd gegeven. Het andere bureau was de Grinnell desk. De derde, een bijzettafel, was bedoeld voor haar privéjacht, de HMY Victoria and Albert II.

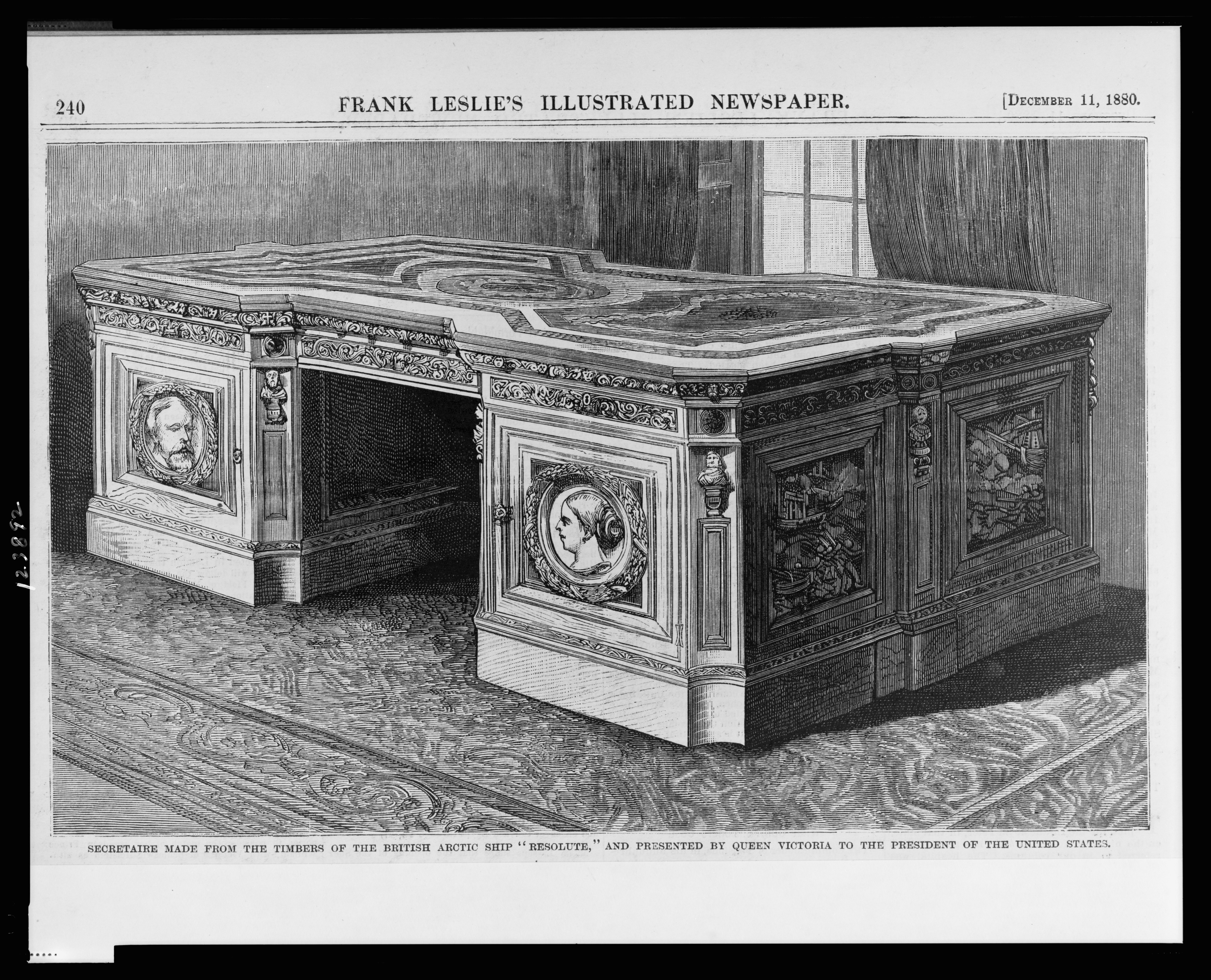
De bibliotheektafel die oorspronkelijk gepresenteerd werd als het ontwerp dat aan de president zou worden geschonken. Gedateerd op 11 december 1880
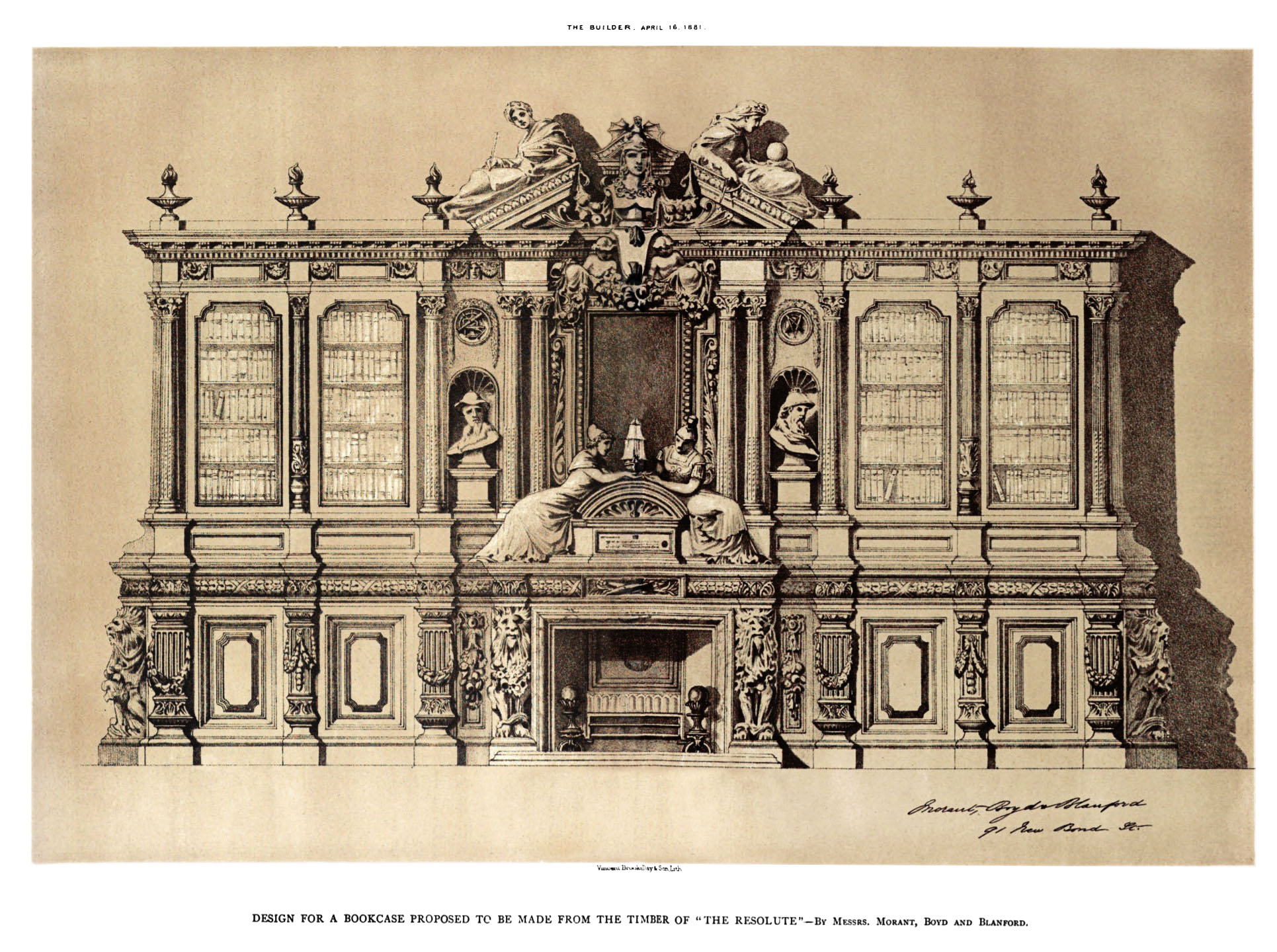
Een schetsontwerp van een boekenkast en schoorsteenmantel in één
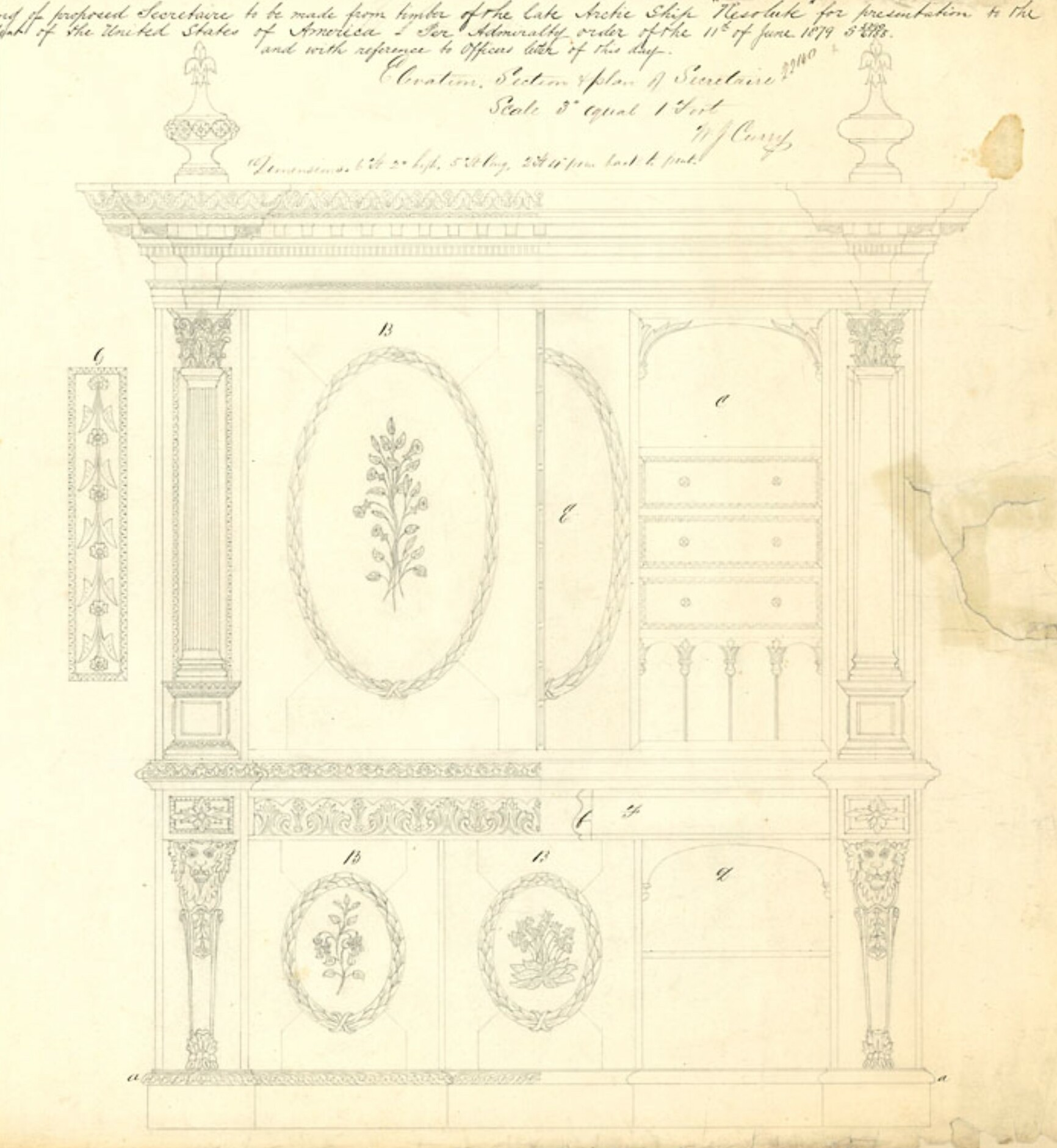
Deel van een ontwerptekening voor een "secretaire". Gedateerd op 9 september 1879
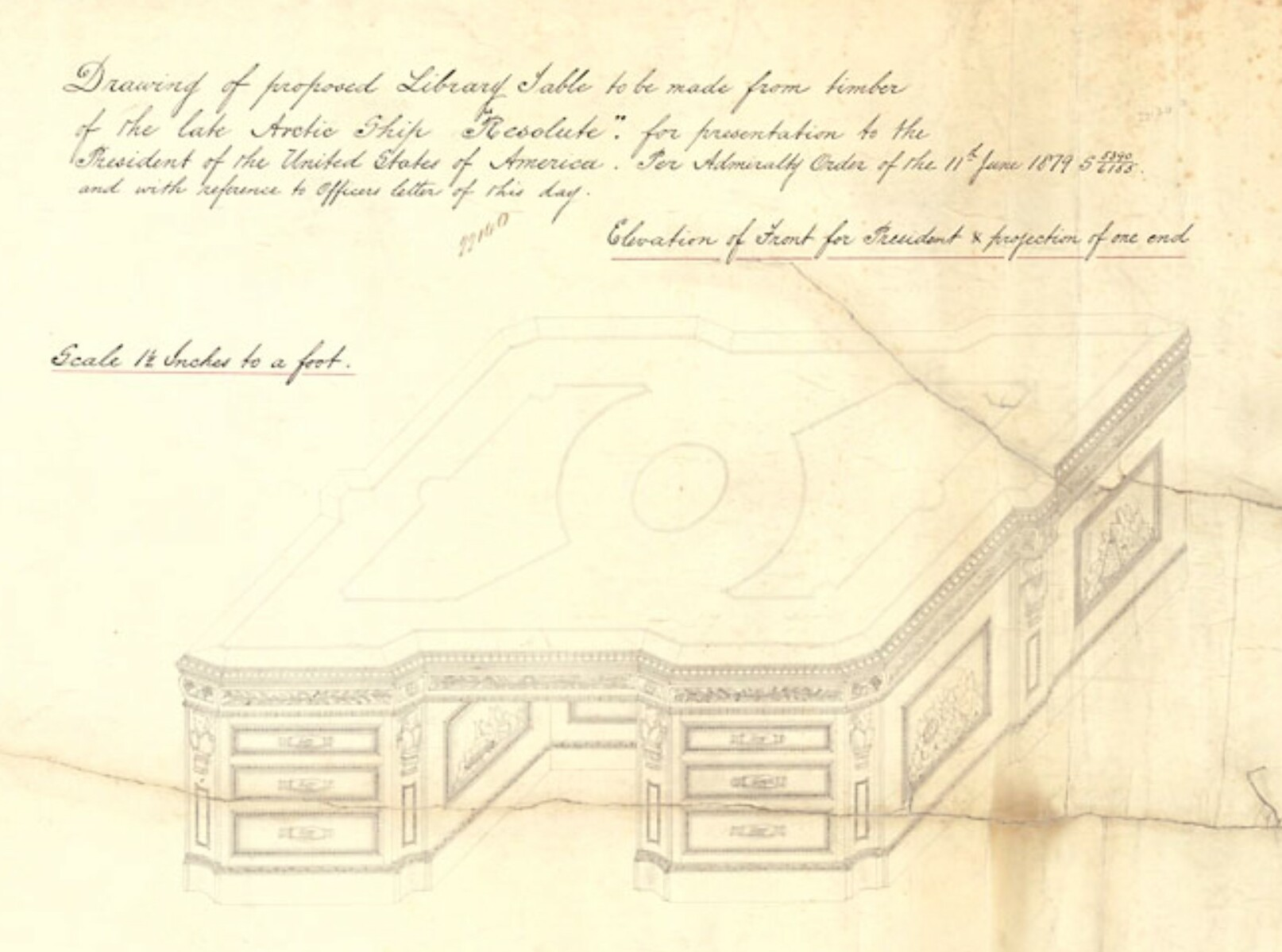
Schetstekening voor een "bibliotheektafel". Gedateerd op 9 september 1879

### Aanpassingen aan het bureau

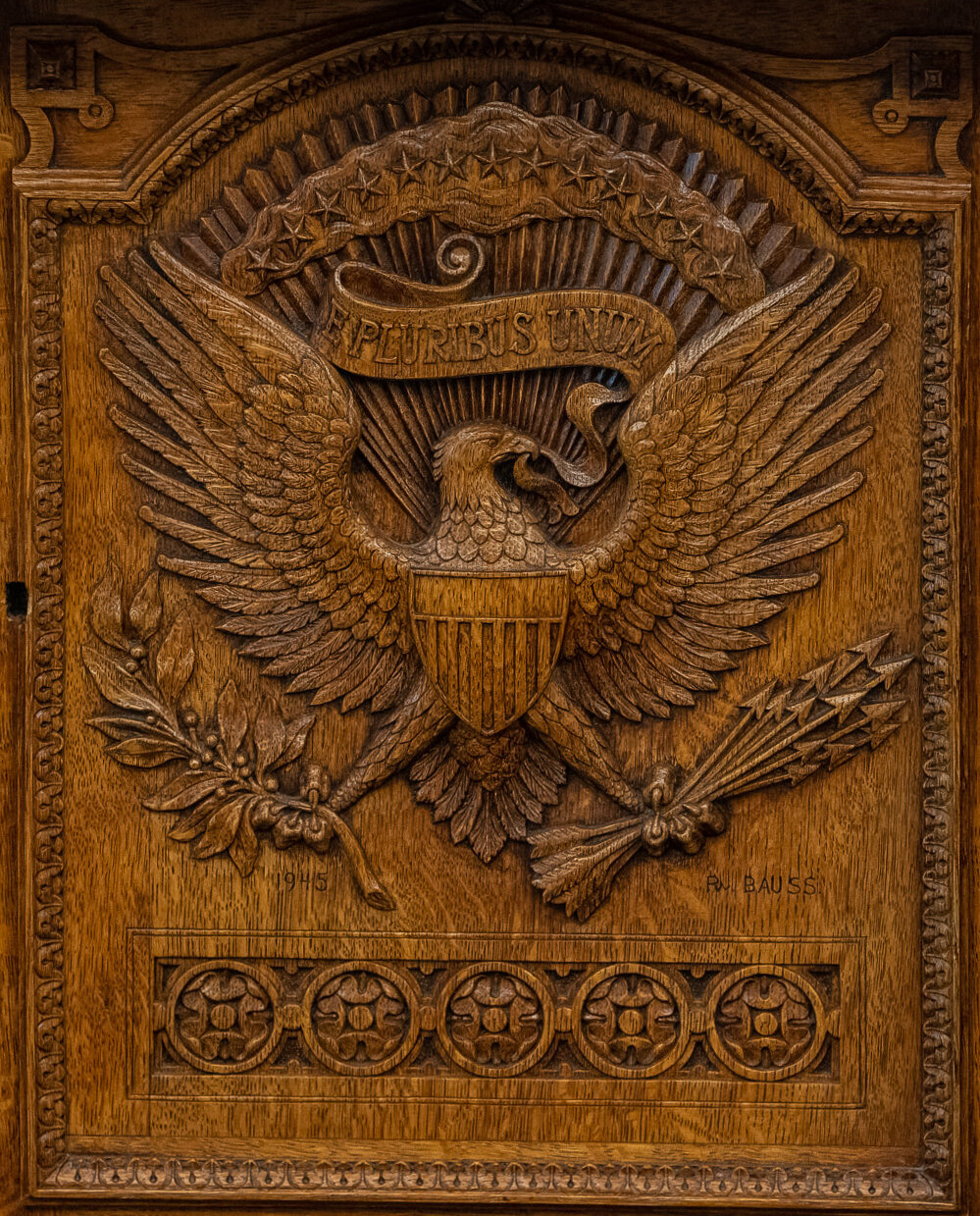
Het deurpaneel

Franklin Delano Roosevelt vroeg tijdens zijn presidentschap om een deurpaneel in het achterste kniegat te laten installeren. Roosevelt droeg beenbeugels en zat het grootste deel van de tijd in een rolstoel vanwege polio, om die reden wilde hij graag het paneel toevoegen om zijn benen te verbergen voor zijn bezoekers. Ook wilde hij een kluis toevoegen in het kniegat van het bureau om het op die manier aan het zicht te onttrekken. Het paneel werd ontworpen door de toenmalige architect van het Witte Huis Lorenzo Winslow. Het uit eikenhout afkomstige deurpaneel werd in 1945 toegevoegd aan het bureau door meubelmaker Rudolph Bauss (23 november 1899, Duitsland – 1966 Silver Spring, VS). Aan het deurpaneel zijn scharnieren gemonteerd om het te kunnen openen. Het is voorzien van een snijwerk met de zegel van de President van de Verenigde Staten. Het toont onder ander: een Amerikaanse zeearend onder een sterrenhemel, met in zijn rechtse klauw een olijftak, in zijn linker (sinistere) klauw dertien pijlen, in zijn snavel houdt hij een papierrol vast met het motto van de Verenigde Staten erop: E pluribus unum, Latijn voor "uit velen één", zijn kop is naar links gericht in de richting van de klauw met dertien pijlen.
In 1961 tijdens de regering van Kennedy⁣, werd er een 50,8 mm hoge sokkel onder het bureau geplaatst om het kniegat te verhogen en de president comfortabeler te laten zitten. Het werd in 1986 vervangen tijdens de regering van Ronald Reagan. De sokkel past bij de vorm van het bureau en is gelijk met de lijst erboven.

### William Evenden

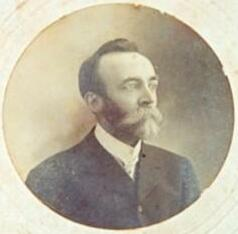
William Evenden de foto is genomen op koninklijk verzoek in 1882, door John Hawke

Het bureau dat nu bekend staat als de Resolute desk werd aangekondigd als "onlangs vervaardigd" op 18 november 1880 door meubelmaker William Evenden (Rochester (Kent) 1828-1896).
William Evenden kreeg de opdracht van de Lords Commissioners of the Treasury om het bureau te maken op de Chatham Dockyard. Evenden was een meubelmaker werkzaam in de meubelmakerij van de werf. Er is weinig over hem meer bekend.
June Drake, de achter-achterkleindochter van Evenden, schreef in 2012 in een brief aan the Friends of Medway Archives dat hij in 1828 in Rochester (Kent was geboren en als gewaardeerd lid van de Freeman of Rochester op de werf van Chatham werkte. Drake geloofde dat Evenden goed opgeleid was, omdat zijn moeder een schooljuffrouw was en zijn twee broers betaald werk hadden; zijn jongere broer was een meesterscheepstimmerman en scheepsarchitect in Devonport (Plymouth), de ander was een mijnbouwpionier en magistraat in Thornborough Queensland (Australië). Drake zei dat ze niet zeker wist waarom Evenden gekozen was om de Resolute desk te bouwen, ze suggereerde dat zijn broer in Devonport, Evenden misschien had voorgedragen voor de klus. Er is een foto bekend van William Evenden dat in 1882 op koninklijk verzoek werd genomen door J Hawke in Plymouth. Drake veronderstelt dat deze foto is genomen terwijl hij zijn broer bezocht. Volgens Drake pleegde Evenden zelfmoord in 1896 na "radeloos te zijn bij de gedachte werkloos te worden en misschien het werkhuis in te moeten gaan". Ze veronderstelde dat dit waarschijnlijk de reden is dat er niet veel informatie over hem te vinden is. Hij werd begraven op Chatham Cemetery, maar zijn graf is daar niet meer te vinden.

### Aankomst in het Witte Huis
Op 23 november 1880 kwam de Resolute desk dat verzonden was als een verrassingsgeschenk voor de president en het volk aan in het Witte Huis te Washington D.C., als blijk van teken van goede wil en vriendschap tussen de twee naties. Het was in opdracht gemaakt en verzonden door koningin Victoria. Nog op deze dag schreef toenmalig president Rutherford Hayes een bedankbrief naar koningin Victoria, waarin stond:

It gives me great pleasure to say that I do it in the first note written on the desk made from the timbers of the Resolute sent by Queen Victoria for the President.

Vanaf dat moment draagt het bureau de naam Resolute desk, vernoemd naar het schip de HMS Resolute (1850), of Hayes desk naar president Rutherford Hayes die het in ontvangst nam.

## In het Witte Huis

### Werkbureau van de president (1880-1960)

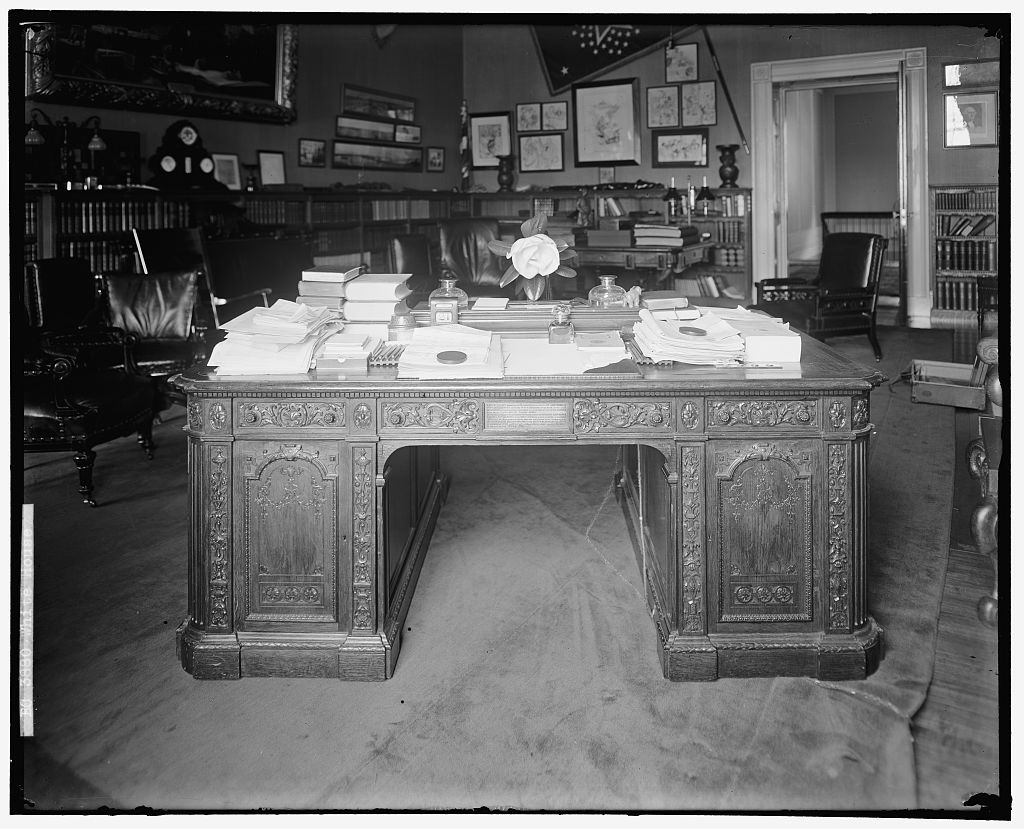
Een zwart-witte foto van de Resolute desk van voor de periode dat de deurpaneel voor het kniegat geïnstalleerd werd in 1945

Nadat Hayes het bureau in ontvangst had genomen, werd het geplaatst in de Green Room van het Witte Huis. De Green Room is een van de drie staatssalons op de eerste verdieping van het Witte Huis, naast de Red Room en de Blue Room. Deze kamers worden vaak gebruikt voor officiële recepties en ontvangsten van gasten van de president.
Tijdens de ambtsperiode van Hayes werd de tweede verdieping van het Witte Huis zowel gebruikt als het woonverblijf van de president en zijn familie als kantoorruimte. Dit was een gebruikelijke praktijk in die tijd, aangezien het Witte Huis destijds minder uitgebreid was dan in de eenentwintigste eeuw, en het diende zowel als de officiële residentie van de president alsook zijn werkplek. Toen het bureau in 1880 door Hayes naar de tweede verdieping was verplaatst, reisde het de volgende tweeëntwintig jaar van kamer naar kamer, afhankelijk van de behoeften van de president. Tijdens de regering van Grover Cleveland functioneerde de Resolute desk in de Yellow Oval Room als werkbureau van de president. William McKinley gebruikte het bureau vaak in het Presidential Office en liet er elke dag een boeket bloemen op plaatsen, en Theodore Roosevelt gebruikte het in de Lincoln Bedroom (het toenmalige President's Room).
Het bureau bleef staan in het kantoor van de president totdat het kantoor verplaatst werd naar de West Wing. De vrouw van Theodore Roosevelt, Edith Roosevelt liet het bureau in de voormalige kabinetskamer (Treaty Room) neerzetten, ze wilde namelijk een studeerkamer voor de president creëren. Dit gebeurde nadat er een grote renovatie in 1902 in opdracht van Theodore Roosevelt plaatsvond, waarin onder meer de West Wing aan het Witte Huis toegevoegd werd, naar het ontwerp van architectenbureau McKim, Mead, & White.
Woodrow Wilson gebruikte ook de Resolute desk in deze kamer. Wilson en zijn vrouw noemden de middelste lade aan één kant van het bureau "The Drawer", omdat hier belangrijke mededelingen en papieren werden neergelegd als er iets gebeurde tussen de sluitingstijd van de dag ervoor en de volgende dag. 

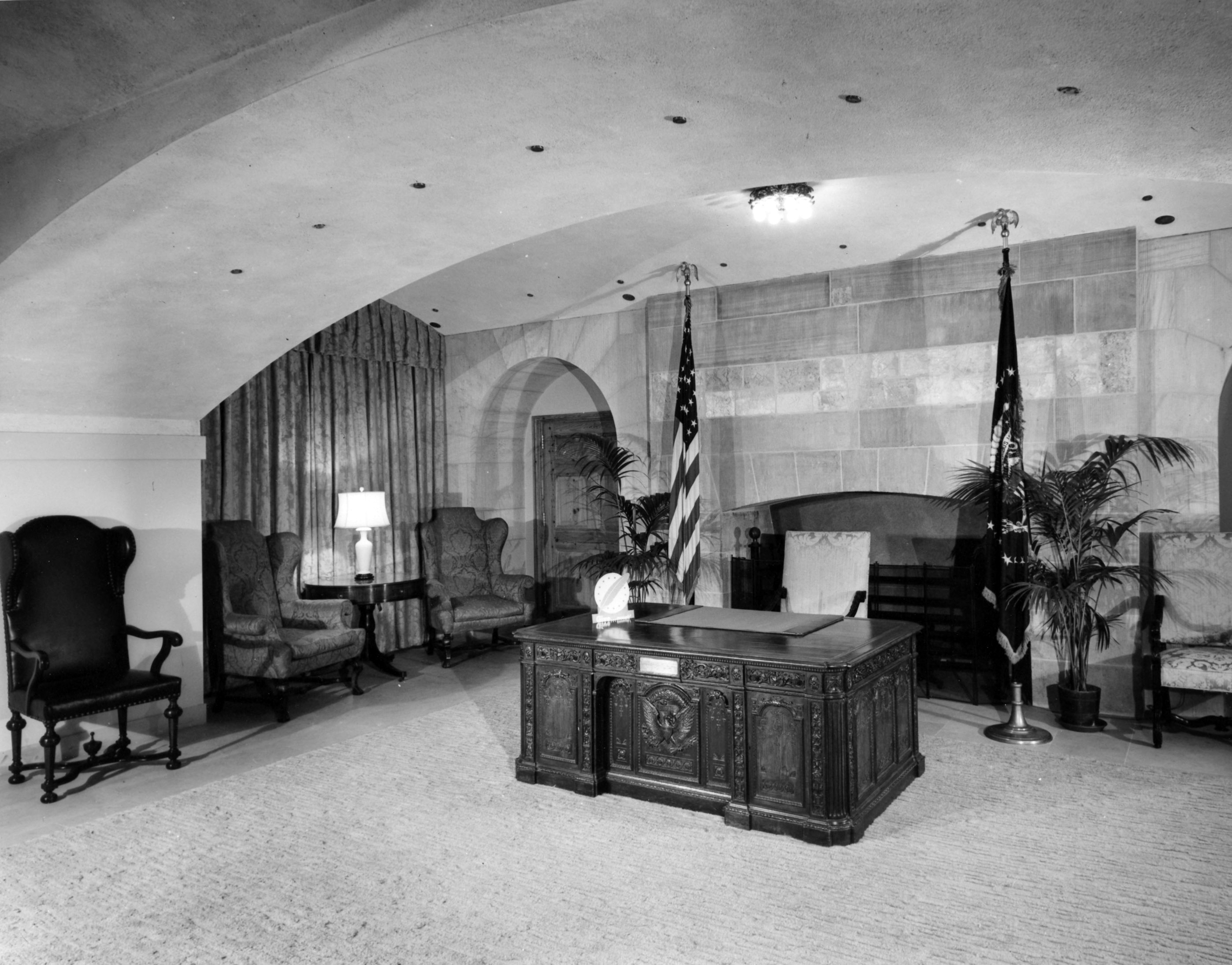
Het bureau in de Broadcast Room in 1952

Tijdens de regeringsperiode van Franklin Roosevelt veranderde Roosevelt de Yellow Oval Room in zijn 'Oval Study'. De Resolute desk werd in die kamer gebruikt door zowel Roosevelt als Harry S. Truman.
Tussen 1948 en 1952 werd het Witte Huis grootschalig gerenoveerd; dat gebeurde onder het presidentschap van Truman. Hij en zijn gezin woonde toen in het Blair House. Het bureau werd tijdelijk in New York gestald in een klimaatneutrale kluis van B. Altman and Company. Vanaf 1952 – nadat de renovatie van het Witte Huis voltooid was – kwam de Resolute desk te staan in de Broadcast Room waar het o.a. gebruikt werd tijdens radio- en televisie-uitzendingen van Dwight D. Eisenhower.

### In het Oval Office (1961-1963)

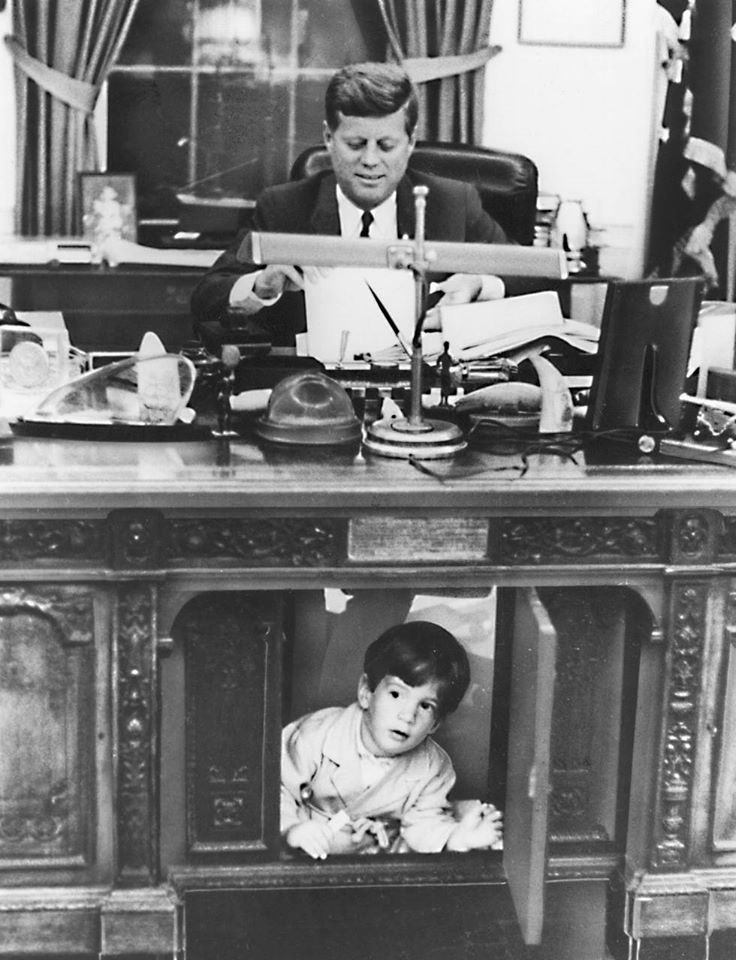
Een foto gemaakt op 2 oktober 1963 van John F. Kennedy jr. spelend in het kniegat van de Resolute desk met zijn vader boven hem zittend achter het bureau

In 1961 werd John F. Kennedy de eerste president die de Resolute desk in het Oval Office gebruikte als "het bureau van de president". Bij het aantreden van Kennedy werd nog kort de Theodore Roosevelt desk gebruikt, maar Jacqueline Kennedy, de vrouw van John F. Kennedy, liet deze vervangen door de Resolute desk. Ze was teleurgesteld over de inrichting van het Witte Huis toen ze erin trok en zei dat "het leek alsof het was ingericht door discountwinkels". Haar wens was om het interieur van het Witte Huis zo in te richten dat de 'presidentiële geschiedenis' van het gebouw beter tot zijn recht kwam. Omdat elke president er slechts tijdelijk woont, was men bang voor kritiek als er grootschalige veranderingen in de inrichting werden doorgevoerd. Ook was er onvoldoende geld vanuit het congres beschikbaar gesteld voor de renovatieplannen die de Kennedy's hadden.
Om de problemen op te lossen, werd in februari 1961 het Fine Arts Committee for the White House opgericht, later vervangen door het Committee for the Preservation of the White House. Het doel was om "authentiek meubilair" te vinden dat dateerde uit de tijd van de bouw van het Witte Huis, evenals fondsen om ze te kunnen aanschaffen. In september 1961 keurde het Amerikaanse Congres een wet goed die het Witte Huis als een 'museum' aanmerkte, onder de hoede van het Smithsonian Institution. Zo zou de inrichting voortaan bij het Witte Huis blijven en niet door vertrekkende oud-presidenten kunnen worden meegenomen.
Jacqueline Kennedy werkte samen met het comité en een interieurontwerpster om geschikte voorwerpen te vinden voor het historische gebouw en doorzocht ook het Witte Huis op waardevolle voorwerpen die al in het gebouw aanwezig waren. Uiteindelijk ontdekte ze de Resolute desk, die was bedekt en aan het zicht onttrokken door een groen laken dat eraan was vastgemaakt met plakband. Het bureau werd gebruikt om camera-apparatuur op te bergen wanneer er films werden vertoond in de Broadcast Room, en het laken was blijkbaar aangebracht om het bureau te beschermen tegen de apparatuur. Op verzoek van de Kennedy's werd het bureau daarna in het Oval Office geplaatst.
In juli 1962 had Kennedy opnameapparatuur laten installeren in het Oval Office; dat ontworpen en geïnstalleerd was door een agent van de Secret Service. Een microfoon bevond zich in het kniegat van de Resolute desk en daaronder was een knop geïnstalleerd waarmee de microfoon aan en uit gezet kon worden; een tweede microfoon was in dezelfde kamer geïnstalleerd, verborgen op een koffietafel. Kennedy was de eerste president die uitgebreid gebruikmaakte van opnames om vergaderingen te documenteren. Hij nam selectief meer dan 238 uur aan gesprekken op; zowel in het Oval Office als in de Cabinet Room. Dit systeem was onbekend bij de meeste van zijn topmedewerkers totdat het werd onthuld tijdens de verhoren van het watergateschandaal in 1973.
Volgens het Smithsonian Institution kreeg het bureau "nationale bekendheid" (in de VS), toen de zoon van Kennedy, John F. Kennedy jr., (John-John), gefotografeerd werd terwijl hij al spelend door het luik kroop.
Direct na de moord op John F. Kennedy, dat plaats vond op 22 november 1963, besloot Lyndon B. Johnson het Oval Office een paar dagen nog niet te gebruiken. Hij begon de kamer te gebruiken op 26 november en liet de Resolute desk vervangen door de Johnson desk, het bureau dat hij gedurende zijn tijd in de Senaat en als vicepresident had gebruikt.

### Wereldwijd op verschillende locaties tentoongesteld (1964-1977)
In 1964 werd de Resolute desk uitgeleend om geld in te zamelen voor de bouw van de geplande John F. Kennedy Library. Het ging tussen 1964 en 1965 door verschillende landen op tournee. De reizende tentoonstelling bezocht: 27 Amerikaanse steden als Bosten, Los Angeles en San Francisco. En 15 Europese steden, als Brussel en Londen, maar ook Warschau en Belgrado die in die periode beide communistische hoofdsteden waren.
Tussen 1964 en 1966, werd het bureau beschadigd tijdens de verschillende verhuizingen. Meubelmaker Rudolph Bauss, die in 1945 het deurpaneel van het bureau had gemonteerd, voerde in 1966 restauratiewerkzaamheden uit om het bureau te herstellen; hij overleed kort na de restauratie.
De Resolute desk is vervolgens in bruikleen overgedragen aan het Smithsonian Institution. Tussen 1966 en 1977 was de Resolute desk te zien op verschillende tentoonstellingen. Een van deze tentoonstellingen, geopend op 4 juni 1975, was getiteld We the People. De expositie vond plaats in het National Museum of American History en was gericht op het Amerikaanse volk en de Amerikaanse regering. Dit alles vond plaats gedurende de ambtstermijnen van Lyndon B. Johnson, Richard Nixon en Gerald Ford die het bureau in deze periode, niet gebruikt hebben.

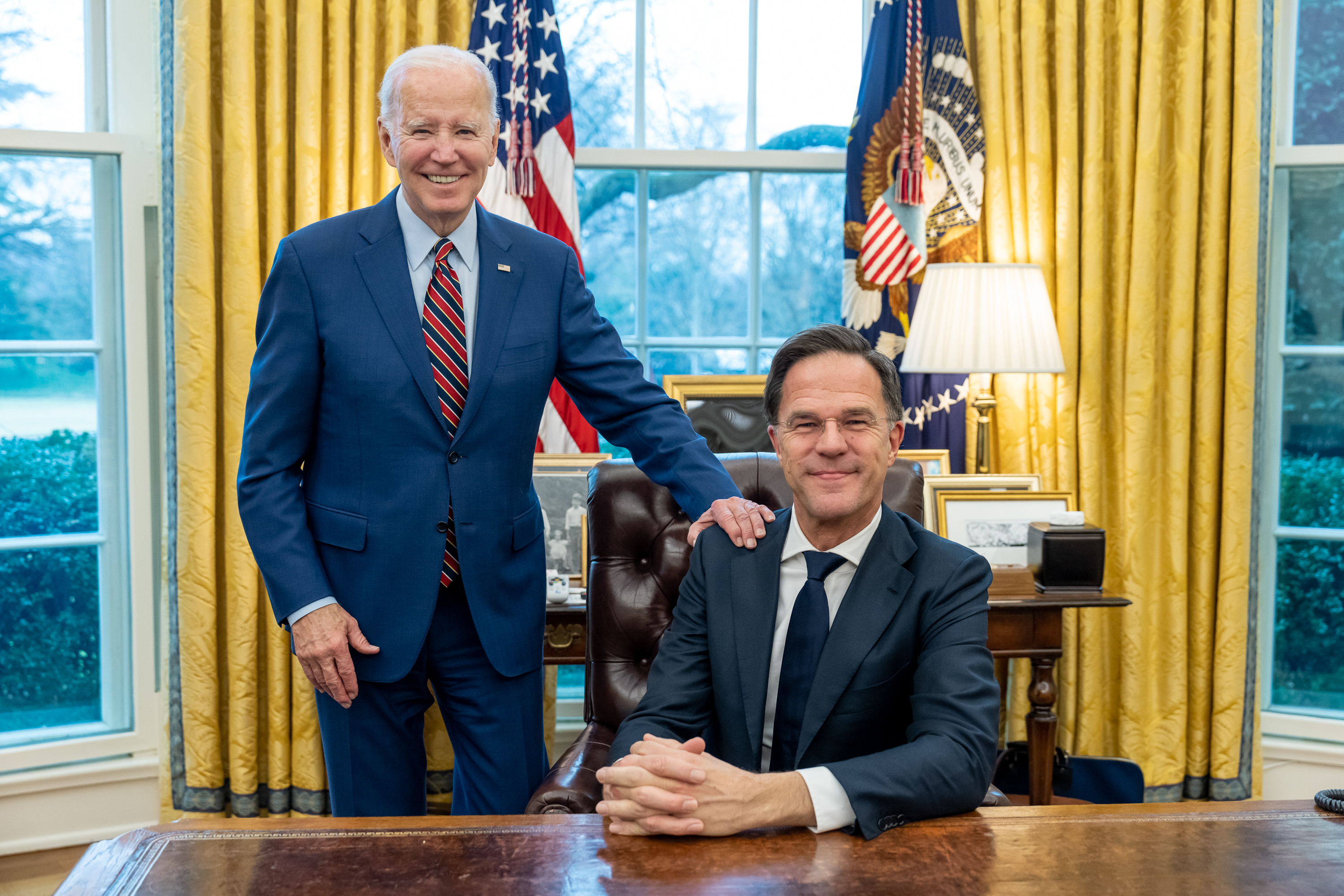
Een foto gemaakt in 2023 samen met de Nederlandse minister-president Mark Rutte en president Joe Biden achter de Resolute desk.

### Terug in het Oval Office (vanaf 1977)
Jimmy Carter bracht in januari 1977 de Resolute desk terug naar het Oval Office. Het bureau is sindsdien door bijna elke president in deze kamer gebruikt. George H.W. Bush was een uitzondering. Hij gebruikte de Resolute desk vijf maanden voordat hij het verplaatste naar zijn Residence Office in de Treaty Room van het Witte Huis; in plaats daarvan gebruikte hij de C&O desk. Bill Clinton bracht het bureau weer terug naar het Oval Office op zijn eerste dag als president op 20 januari 1993. Vanaf dat moment hebben alle presidenten tot en met Donald Trump gebruikgemaakt van de Resolute desk in het Oval Office.
Vanaf de ambtsperiode van George W. Bush zit er een belknop op de Resolute desk om assistenten op te roepen. Deze knop zit in een houten kist van 23 cm lang en 7,6 cm breed en is gemarkeerd met het gouden presidentiële zegel erop. Donald Trump verklaarde tegenover een verslaggever "dat iedereen denkt dat het de nucleaire lanceerknop is".
Een mislukte poging om de Resolute desk te vervangen door de Hoover desk werd ondernomen tijdens de overgang naar het presidentschap van Joe Biden. Valerie Biden Owens, de zus van Biden en lid van het team dat belast was met de herinrichting van het Oval Office voor Biden's ambtstermijn, schreef in haar memoires: "We hebben geprobeerd om het Oval Office bureau van FDR te krijgen, ik wilde alles wat Trump had aangeraakt daar weg hebben". De Hoover desk was op dat moment niet beschikbaar omdat het in het Franklin D. Roosevelt Presidential Library and Museum in Hyde Park stond.

## Replica's
Er zijn verschillende replica's van de Resolute desk gemaakt. De eerste werd in 1978 in gebruik genomen voor een permanente tentoonstelling in de John F. Kennedy Library. Robert C. Whitley, een Amerikaanse houtbewerker, heeft het bureau gebouwd nadat hij drie dagen had besteed aan het meten en fotograferen van het originele bureau in het Oval Office. Toenmalig president Jimmy Carter was op dat moment in Duitsland, het kostte bijna een jaar om het te voltooien. Daarnaast hebben nog minstens vijf andere presidentiële bibliotheken replica's van de Resolute desk:
De Clinton Presidential Center, de George W. Bush Presidential Library, de Jimmy Carter Library and Museum, de Ronald Reagan Presidential Library, en de Rutherford B. Hayes Presidential Center.
Ook hebben verschillende andere museums, bibliotheken, attractieparken in de Verenigde Staten replica's staan. In diverse films en series is het bureau te zien, zoals in de National Treasure: Book of Secrets en The West Wing.

## Tijdlijn
| Resolute desk in het Oval Office | 1e termijn     | 2e termijn |
| -------------------------------- | -------------- | ---------- |
| John F. Kennedy (1961–1963)      | 1961–1963      | 1963       |
| Jimmy Carter (1977–1981)         | 1977–1981      |            |
| Ronald Reagan (1981–1989)        | 1981–1988      | 1988–1989  |
| Bill Clinton (1993–2001)         | 1993           | 1993–2001  |
| George W. Bush (2001–2009)       | 2001           | 2001–2009  |
| Barack Obama (2009–2017)         | 2009–2010      | 2010–2017  |
| Donald Trump (2017–2021)         | 2017–2021      |            |
| Joe Biden (2021–2024)            | 2021–2025      |            |
| (2025–heden)                     | (2025 - heden) |            |

## Trivia
- In 2013 ontstond er ophef in de media toen foto's werden vrijgegeven waarop president Obama te zien was terwijl zijn voet op de Resolute desk rustte. Meerdere andere presidenten zijn ook gefotografeerd met hun voeten op het bureau.[47][48]